# Хлопчик у Христа на ялинці
«Хлопчик у Христа на ялинці» — оповідання російського письменника Федора Достоєвського, написане 1876 року.

## Історія створення
До теми обездолених дітей Ф. М. Достоєвський звернувся в сорокові роки XIX століття в творах «Бідні люди» та «Ялинка і весілля» і не відступав від неї протягом усього життя. 26 грудня 1875 року Федір Михайлович з дочкою в різдвяні дні побував на пишній ялинці в Петербурзькому клубі художників. Наступного дня, 27 грудня, Достоєвський і А. Ф. Коні відвідали Колонію для малолітніх злочинців на околиці міста. У передноворічні дні він кілька разів на вулицях Санкт-Петербурга зустрічав маленького хлопчика, який просив милостиню. Той контраст, який побачив письменник, передноворічні враження лягли в основу оповідання «Хлопчик у Христа на ялинці». Достоєвський почав його писати 30 грудня 1875 року. До кінця січня «Хлопчик у Христа на ялинці» був опублікований поряд з іншими матеріалами в січневому випуску «Щоденника письменника». Оповіданню «Хлопчик у Христа на ялинці» в «Щоденнику письменника» передував маленький розділ «Хлопчик з ручкою», де були публіцистичні роздуми на тему співчуття до дітей.

## Сюжет
Тема оповідання — доля дітей. В основі сюжету зображено маленького хлопчика років пяти — шести. У першій частині оповідання автор описує портрет голодної дитини, яка знаходиться в холодному підвалі. Поруч померла мати і якийсь п'яний чоловік. З темного підвалу хлопчик виходить на вулицю і зачаровано дивиться на розкішну вулицю великого міста і святкову ялинку в багатому будинку. Там багато світла, іграшок, смачної їжі. Гарно вдягнені діти веселяться і танцюють. А дитина змушена терпіти приниження і побої. Він давно не їв досита і не бачив нічого, крім пияцтва, злиднів, грубості. Ніхто не проявив милосердя навіть у різдвяні дні. У другій частині оповідання хлопчик-жебрак змушений замерзати на петербурзьких вулицях. Голос автора змінюється голосом хлопчика. Він мріяв потрапити на свято, і його мрія збувається. Хлопчик з іншими дітками-ангелами потрапив на Христову ялинку. Диво представлене присутністю Ісуса Христа. У реальному житті насправді диво не відбувається: дитина замерзає.

## Різдвяні оповідання
У ХІХ столітті склався особливий жанр оповідання — різдвяне оповідання. Засновником жанру був Чарлз Діккенс, який першим заклав основи «різдвяної філософії»: цінність людської душі, тема пам'яті і забуття, тема дитинства. Письменник написав кілька різдвяних повістей і став публікувати їх у грудневих номерах своїх журналів «Домашнє читання» і «Цілий рік». Зразком жанру Різдвяне оповідання в європейській літературі також вважають «Дівчинку із сірниками» Андерсена. У цих оповіданнях переплітається побутове, реальне і фантастичне, щоденне і вічне. На сторінках такого оповідання відбувається диво. За словами російського письменника Миколи Лєскова: «від святочного оповідання непремінно вимагається, щоб події відбувалися від Різдва до Водохреща, щоб вони були фантастичні, мали певну мораль…і зрештою, щоб закінчувались непремінно весело».
Достоєвський дотримуюється традицій класиків святочного оповідання Чарлза Діккенса і Андерсена. Розповідає про Санкт-Петербург, де у великих будинках святково, а в бідному підвалі холодно і голодно.
Святочне оповідання розпізнають по наступних ознаках:
- хронологічна приуроченность
- наявність елемента дива
- наявність оповідача
- наявність серед героїв дитини
- наявність моралі.

Серед головних мотивів святочного оповідання виділяють наступні:
- мотив «етичного переродження героїв»
- мотив «божественного дитяти»
- мотив «різдвяного дива».

В оповіданні «Хлопчик у Христа на ялинці» ми знаходимо всі ознаки. Дія відбувається в переддень Різдва. В образі головного героя відбивається мотив «божественного дитяти»: немовляти Христа, не прийнятого світом. На це вказують вік героя і його одяг: йому років шість або навіть менше, одягнений він в якийсь халатик. Саме таким з'являється немовля Христос на багатьох православних іконах. Мотив «божественного дитяти» зв'язує оповідання з іншими різдвяними творами. Ситуація Різдва повторюється: як колись для Богоматері не знайшлося місця в будинках Віфлеєма, так і в оповіданні в переддень великого свята ніхто не допоміг хворій матері та її хлопчику. Мотив дива пов'язаний з передсмертним баченням замерзаючого хлопчика.
Жанр святочного оповідання дозволив вирватися з буденної суєти, людської байдужості, заглянути у світ дива, нагадати про добро і милосердя.

## Художні особливості
Автор наповнив оповідання реальним зображенням великого міста.
Реальність описуваних ним подій проявляється уже в передмові до оповідання «Хлопчик у Христа на ялинці»: «Але я романіст і, здається, одну» історію «сам склав. Чому я пишу: „здається“, адже я сам знаю напевно, що написав, але мені все ввижається, що це десь і колись сталося якраз напередодні Різдва, в якомусь величезному місті і в жахливий мороз». Письменник «знає напевно», що придумав оповідання, але водночас ніби вірить в реальність описаних ним подій.
Відчувається ефект присутності. Автор хоче достукатися до людських сердець, прагне сказати, що хлопчику холодно не скільки від морозу, стільки від людської жорстокості та безсердечності. Однорідні члени речення, запитальні і окличні речення підсилюють контраст між красою і величчю міста. Радість свята поряд з жорстокістю і бездушністю, тому хлопчику і стає самотньо та страшно